# Jean-François Phliponeau
Pas d'image ? Cliquez ici

a Compétitions nationales et continentales officielles uniquement.

b Matchs officiels uniquement.
Dernière mise à jour le 27 février 2023.
Jean-Francois Phliponeau, né le 23 novembre 1950 à Fort-de-l'Eau  (aujourd'hui Bordj el Kiffan, Algérie) et décédé tragiquement sur la pelouse du Stade Marcel Michelin le 8 mai 1976, foudroyé lors d'un match de préparation, est un joueur de rugby à XV, sélectionné en équipe de France en 1973 et avec l'A.S. Montferrand au poste de trois-quarts aile (1,73 m pour 70 kg).

## Biographie
Il est abattu par la foudre le 8 mai 1976 sur le terrain du stade Marcel-Michelin. Lors d’une rencontre triangulaire avec Vichy et Aurillac, la foudre tombe. Jean-François Phliponeau reste allongé sur la pelouse, sous les yeux de son épouse Annick, présente dans les tribunes. Malgré les soins qu'il reçoit, il meurt à l’âge de 25 ans. Une plaque au stade Marcel-Michelin rappelle cet accident. Son nom est donné à la tribune nord du stade Marcel-Michelin, érigée en 2007. Sa veuve, sa famille et ses anciens coéquipiers sont présents à l'inauguration. Il repose dans le caveau de famille de son épouse. Cette dernière consacre sa vie aux enfants en grande difficulté.
Un championnat de France junior des moins de 18 ans porte son nom (cf. Compétitions de clubs français de rugby à XV).

## Carrière

### En club
- RC Rouen
- AS Montferrand

### En équipe nationale
Il dispute son premier test match le 24 mars 1973, contre le pays de Galles, son second et dernier contre l'Irlande, le 14 avril 1973.

## Palmarès

### En club
- Challenge Yves du Manoir :
  - Finaliste (1) : 1972

### En équipe de France
- 2 sélections (en 1973)
- 1 essai (4 points)
- Un Tournoi des Cinq Nations : 1973 (victoire partagée).